# Punta Arenas
Cet article concerne la ville du Chili. Pour la ville du Costa-Rica, voir Puntarenas.
Punta Arenas est une ville et commune du Chili dans le détroit de Magellan. Capitale de la région de Magallanes et de l'Antarctique chilien, elle est située dans la péninsule de Brunswick. Elle a été fondée le 18 décembre 1848.
Avant l'ouverture du canal de Panama en 1914, ce fut le principal port pour la navigation entre les océans Atlantique et Pacifique car les navires y passaient pour éviter le difficile passage du cap Horn.
Punta Arenas est la ville la plus peuplée et la plus cosmopolite du sud de la Patagonie. Elle est actuellement l'une des capitales régionales ayant l'indice de qualité de vie le plus élevé et possède le deuxième revenu par habitant le plus élevé du pays.

## Histoire
À l'origine peuplé par des tribus amérindiennes, le lieu fut nommé Cabo San Antonio da Padua par Pedro Sarmiento de Gamboa le 12 février 1580 puis, plus tard, Sandy Point entre 1669 et 1671. Punta Arenas obtient son nom actuel le 18 décembre 1848 lors de sa fondation officielle par le gouverneur José de los Santos Mardones (es). En espagnol, Punta signifie « pointe » et Arenas « sables ». 
Le 24 novembre 1851, relâché par ses gardiens alors qu'il était aux arrêts, le lieutenant d'artillerie Miguel José Cambiaso Tapia (es) soulève la garnison chargée de surveiller la colonie pénitentiaire. Après s'être promu général de division, il installe un gouvernement local provisoire composé de lui seul, puis cherche à s'enfuir en Europe le 12 janvier 1852. Capturé deux jours plus tard sur son navire par une partie de l'équipage qui avait été choquée des atrocités qu'il avait commises à Punta Arenas, Cambiaso est fusillé à Valparaiso le 4 avril 1852 avec sept de ses complices.
Le 15 février 1899, le président de la nation argentine Julio Argentino Roca et le président du Chili Federico Errázuriz Echaurren se retrouvent à Punta Arenas pour tenter d'apaiser les tensions entre leurs deux pays, liées à des questions frontalières. Cette rencontre est restée sous le nom d'Abrazo del Estrecho (littéralement « accolade du détroit »). 
Avant l'ouverture du canal de Panama en 1914, ce fut le principal port pour la navigation entre les océans Atlantique et Pacifique car les navires y passaient pour éviter le difficile passage du cap Horn. Remarque : le détroit de Magellan est une alternative au passage du cap Horn, donc Punta Arenas n'est pas une escale en vue de passer le cap Horn.
La ville est aussi le siège de l'université de Magallanes, fondée en 1981.
Le port de Punta Arenas est aussi un des principaux lieux de départ des expéditions australes. La ville abrite aussi le siège de l'Institut national antarctique chilien.

## Démographie
Sa population était de 131 067 habitants en 2012. C'est la ville la plus peuplée et la plus cosmopolite de la Patagonie chilienne ; principalement les descendants des colons européens : surtout Croates, 50 % de la population est d'origine croate et pour le reste Allemands, Britanniques, Espagnols, Français, Italiens et Suisses. Au recensement de 2017, la ville comptait de 123 403 habitants, soit 74 % de la population totale de la région.

## Économie
L'activité portuaire est la première activité de la ville. La deuxième activité est l'élevage, notamment d'ovins, puis les conserveries. L'activité touristique prend une place non négligeable par des offres (en avion et en navire) vers l'Antarctique, convoitées surtout par les Américains.
L'aéroport international Presidente Carlos Ibáñez del Campo, à 20 km au nord de la ville, dessert les îles Malouines, l'Antarctique, Ushuaïa, la capitale Santiago et aussi Puerto Williams, Porvenir.
En collaboration avec Ushuaïa, l'école d'épigraphie de Ushuaia-Punta Arenas, qui étudie les inscriptions chiliennes et argentines, est un moteur non négligeable de l'économie de ces deux villes. L'école participe également aux Compétitions épigraphiques rassemblant les centres d'étude du même genre[réf. nécessaire].

## Culture et tourisme
Chaque année, la municipalité de la ville organise une activité appelée Carnaval de Invierno (carnaval d'hiver), au cours de laquelle sont présentés des chars et des murgas, ainsi que l'élection de la reine du carnaval, ce qui génère un échange commercial et culturel intéressant dans la ville. En 2007, le carnaval d'hiver de Punta Arenas s'est imposé depuis plus de dix ans comme le spectacle le plus important du cône sud du Chili et de la Patagonie chilienne.
Les musées de Punta Arenas regroupent le Museo Regional Braun Menéndez, le Museo Regional Salesiano Maggiorino Borgatello, le musée naval et maritime de Punta Arenas, le musée Nao Victoria, et le Museo del Recuerdo.

## Climat
Punta Arenas bénéficie d'un climat subpolaire océanique comme toute l'extrémité méridionale du continent sud-américain. Les températures ne connaissent pas d'importantes variations saisonnières grâce à l'effet modérateur de l'océan. La température moyenne annuelle est de 5,9 °C. L'amplitude thermique entre le mois le plus froid et le mois le plus chaud est de seulement 9,4 °C. Punta Arenas bénéficie également d'un climat assez sec avec un cumul annuel des précipitations de seulement 376 millimètres. Le vent y souffle souvent avec vigueur et peut atteindre la vitesse de 130 km/h en rafale.
| Mois                                  | jan.      | fév.      | mars      | avril     | mai        | juin       | jui.       | août      | sep.      | oct.      | nov.      | déc.    | année      |
| ------------------------------------- | --------- | --------- | --------- | --------- | ---------- | ---------- | ---------- | --------- | --------- | --------- | --------- | ------- | ---------- |
| Température minimale moyenne (°C)     | 6,9       | 6,6       | 5,2       | 3,5       | 1,5        | −0,7       | −0,9       | 0         | 1,3       | 2,7       | 4,5       | 5,9     | 3          |
| Température moyenne (°C)              | 10,8      | 10,3      | 8,5       | 6,2       | 3,7        | 1,5        | 1,4        | 2,3       | 4,2       | 6,4       | 8,4       | 9,9     | 6,1        |
| Température maximale moyenne (°C)     | 15,2      | 14,7      | 12,8      | 10        | 6,7        | 4,1        | 4,1        | 5,6       | 8,3       | 10,8      | 12,8      | 14,3    | 10         |
| Record de froid (°C) date du record   | −1,9 1973 | −5 1972   | −4,2 1972 | −8,4 1980 | −11,4 1972 | −12,8 1964 | −18,7 1992 | −12 1984  | −9,6 1989 | −5 1972   | −3 1992   | −2 1967 | −18,7 1992 |
| Record de chaleur (°C) date du record | 26,8 1978 | 28,7 2019 | 26 1977   | 22,5 2020 | 16 2006    | 16 1975    | 12,1 1996  | 14,3 2021 | 19 1996   | 23,5 2000 | 24,9 1992 | 27 1973 | 28,7 2019  |
| Ensoleillement (h)                    | 214       | 175       | 159       | 120       | 87         | 60         | 73         | 115       | 147       | 196       | 210       | 221     | 1 777      |
| Précipitations (mm)                   | 42,3      | 30,6      | 41,8      | 44,7      | 40,7       | 29,1       | 30,5       | 31,9      | 27        | 28,7      | 28        | 31,6    | 406,9      |
| Nombre de jours avec précipitations   | 15        | 14        | 15        | 14        | 13         | 11         | 11         | 11        | 10        | 11        | 12        | 14      | 151        |
| Humidité relative (%)                 | 72        | 74        | 77        | 82        | 86         | 87         | 86         | 83        | 79        | 75        | 72        | 72      | 79         |

| Diagramme climatique                                  |             |             |           |            |             |             |          |          |             |           |             |
| J                                                     | F           | M           | A         | M          | J           | J           | A        | S        | O           | N         | D           |
| 15,26,942,3                                           | 14,76,630,6 | 12,85,241,8 | 103,544,7 | 6,71,540,7 | 4,1−0,729,1 | 4,1−0,930,5 | 5,6031,9 | 8,31,327 | 10,82,728,7 | 12,84,528 | 14,35,931,6 |
| Moyennes : • Temp. maxi et mini °C • Précipitation mm |             |             |           |            |             |             |          |          |             |           |             |

## Jumelage
- Rio Gallegos (Argentine)[10]
- Ushuaïa (Argentine)[11]
- Bellingham (États-Unis) depuis 1961
- Split (Croatie)
- Puerto Deseado (Argentine)[12]

## Personnalités liées
- Giovanna Arbunic (1964-), joueuse d'échecs.
- Gabriel Boric, homme politique né en 1986 à Punta Arenas, président élu du Chili.
- Francisco Coloane (-2002), écrivain.
- Astrid Fugellie (1949-), poétesse.
- Marina Latorre (1925-), écrivaine, journaliste et galeriste
- Cristopher Mansilla (1990-2021), coureur cycliste chilien.

## Galerie

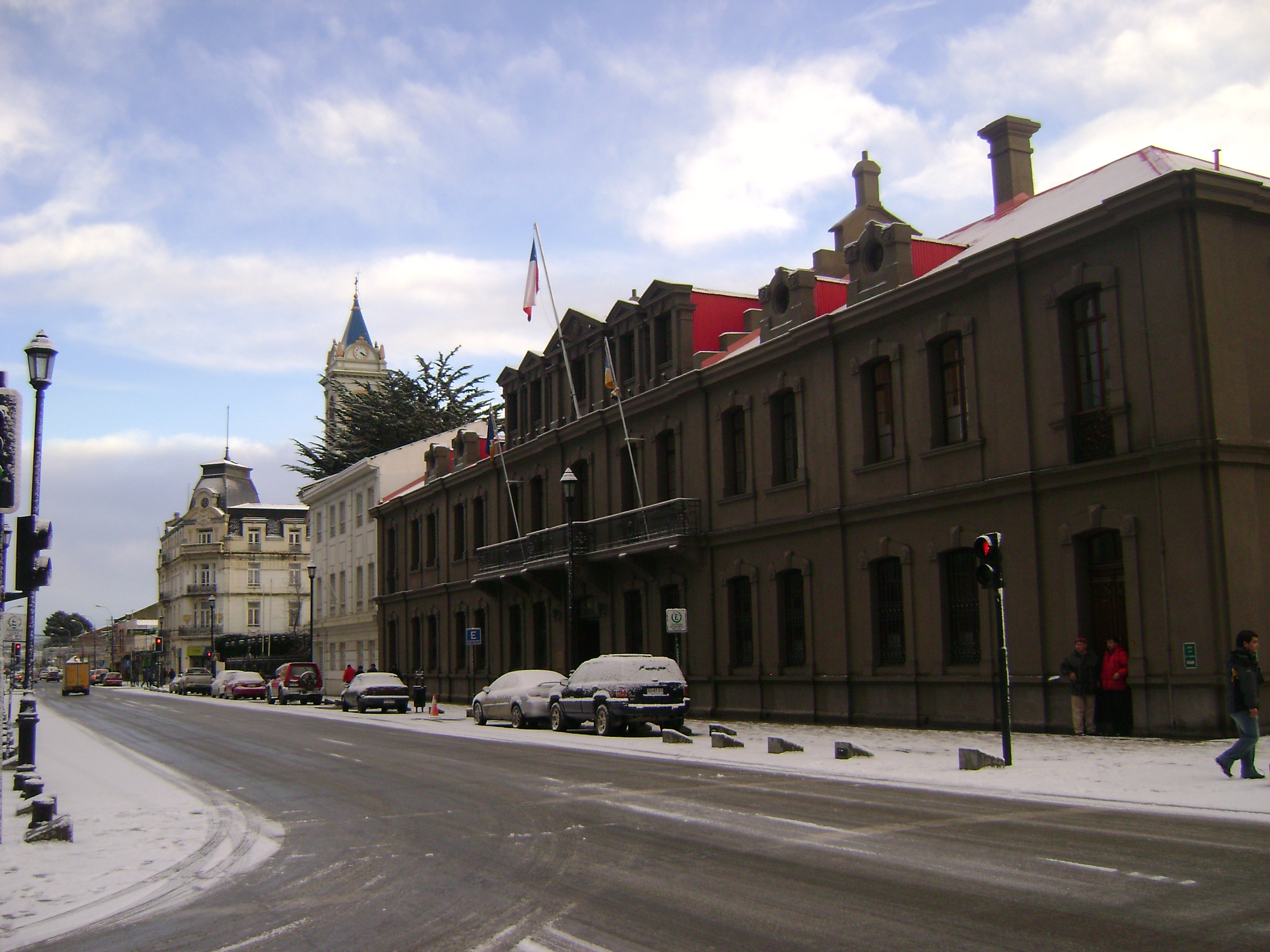
Gobernación Regional de Magallanes
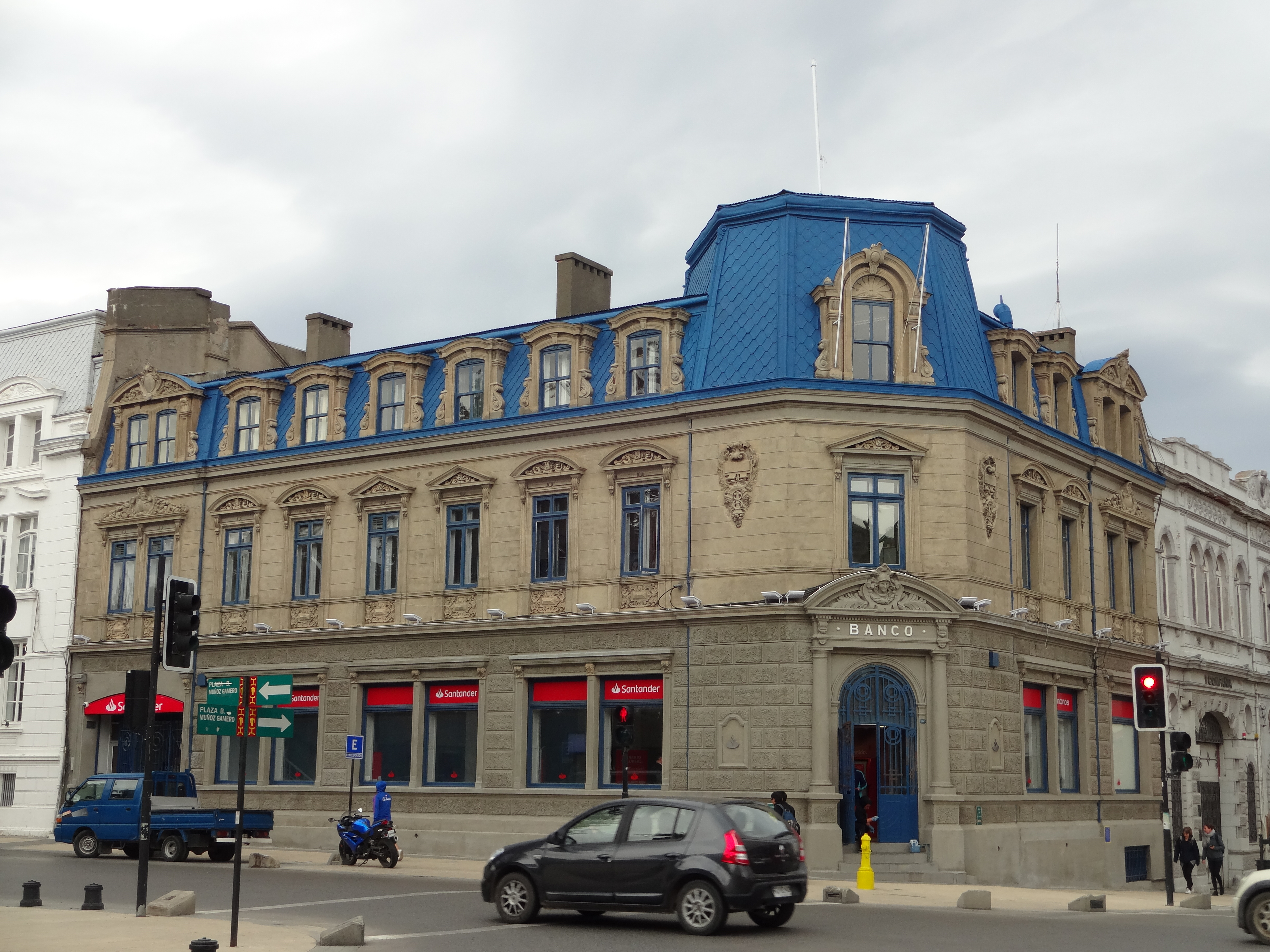
Banco Santander
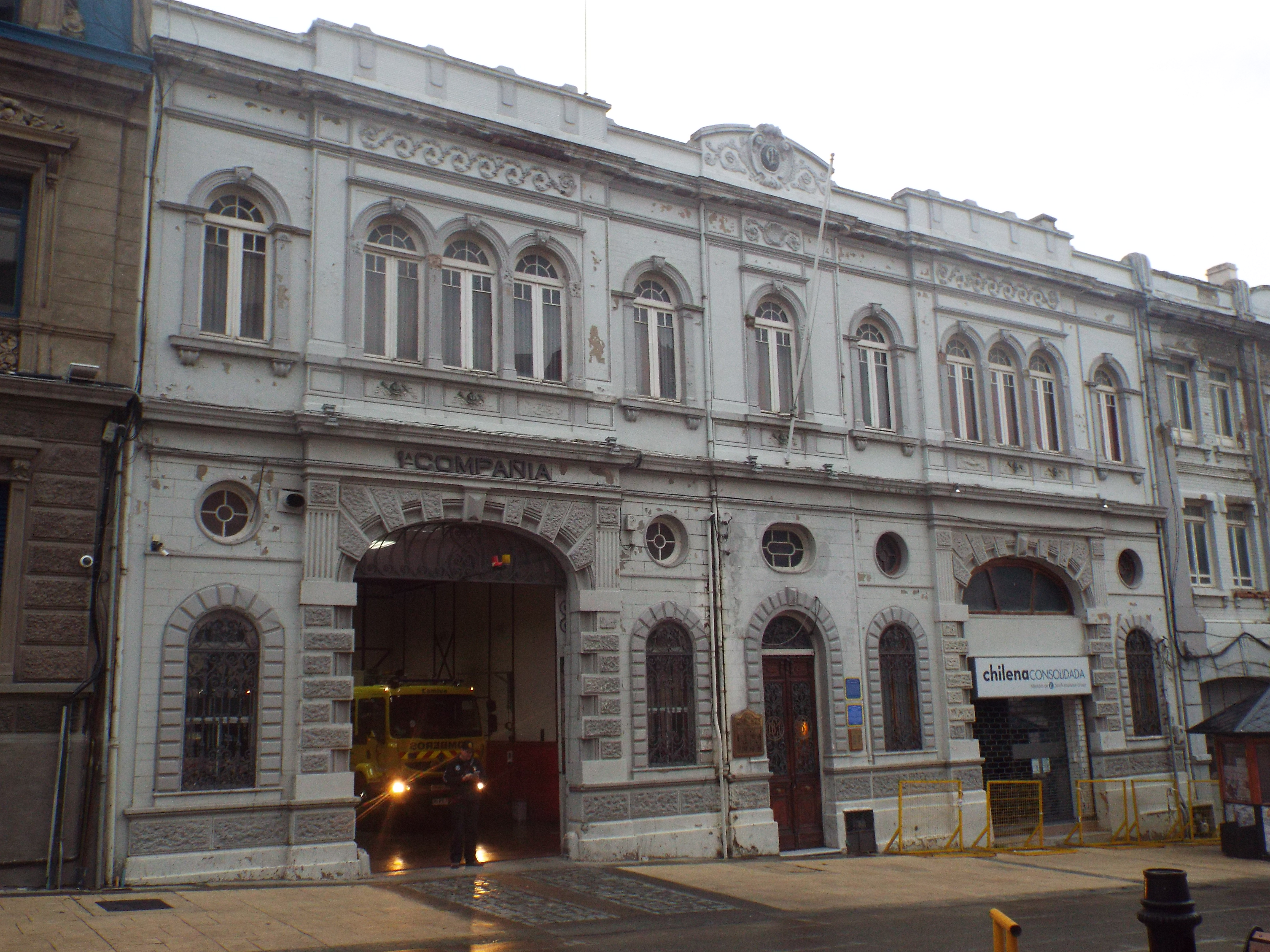
Pompiers de Punta Arenas
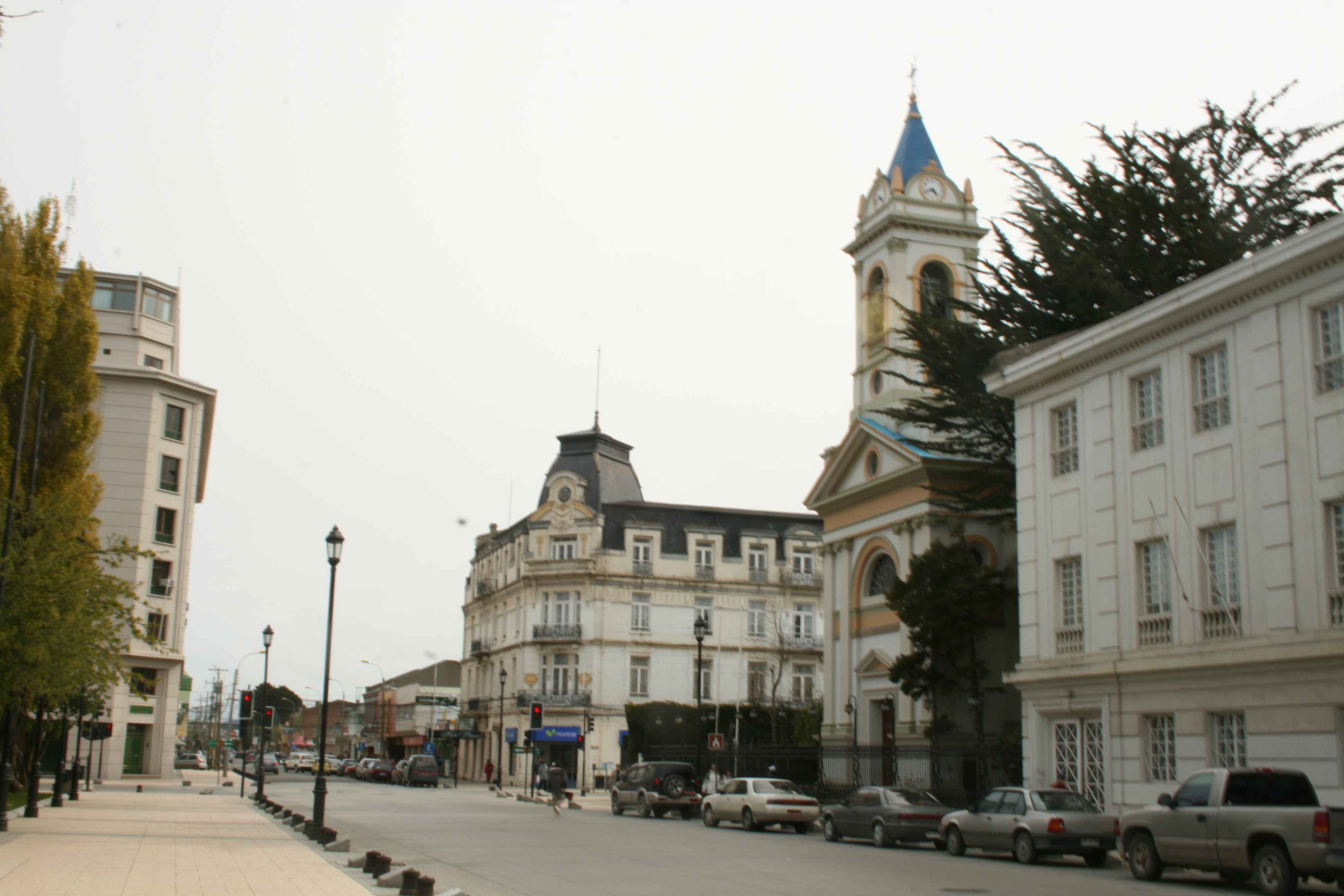
Cathédrale de Punta Arenas
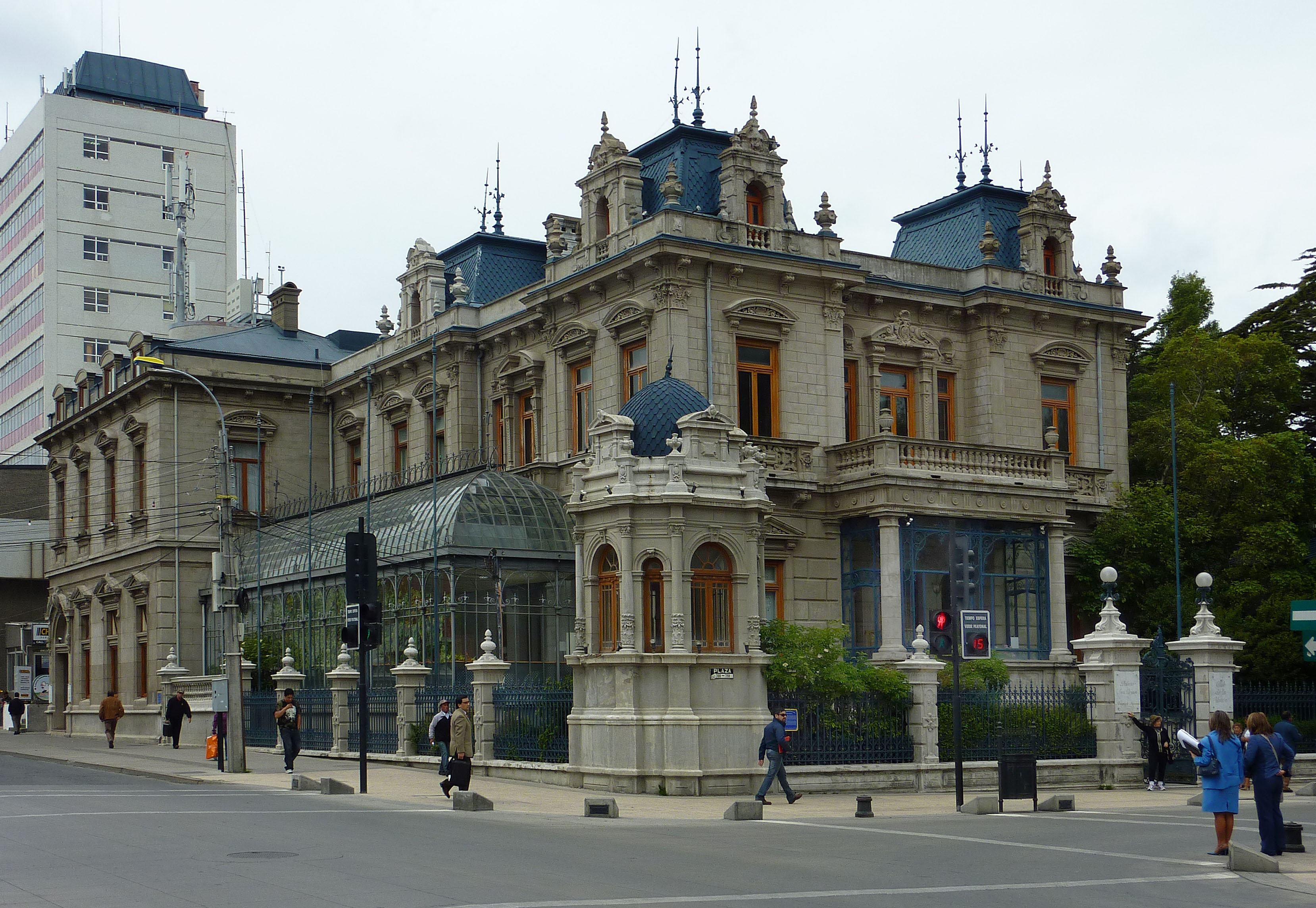
Palais Braun Hamburguer
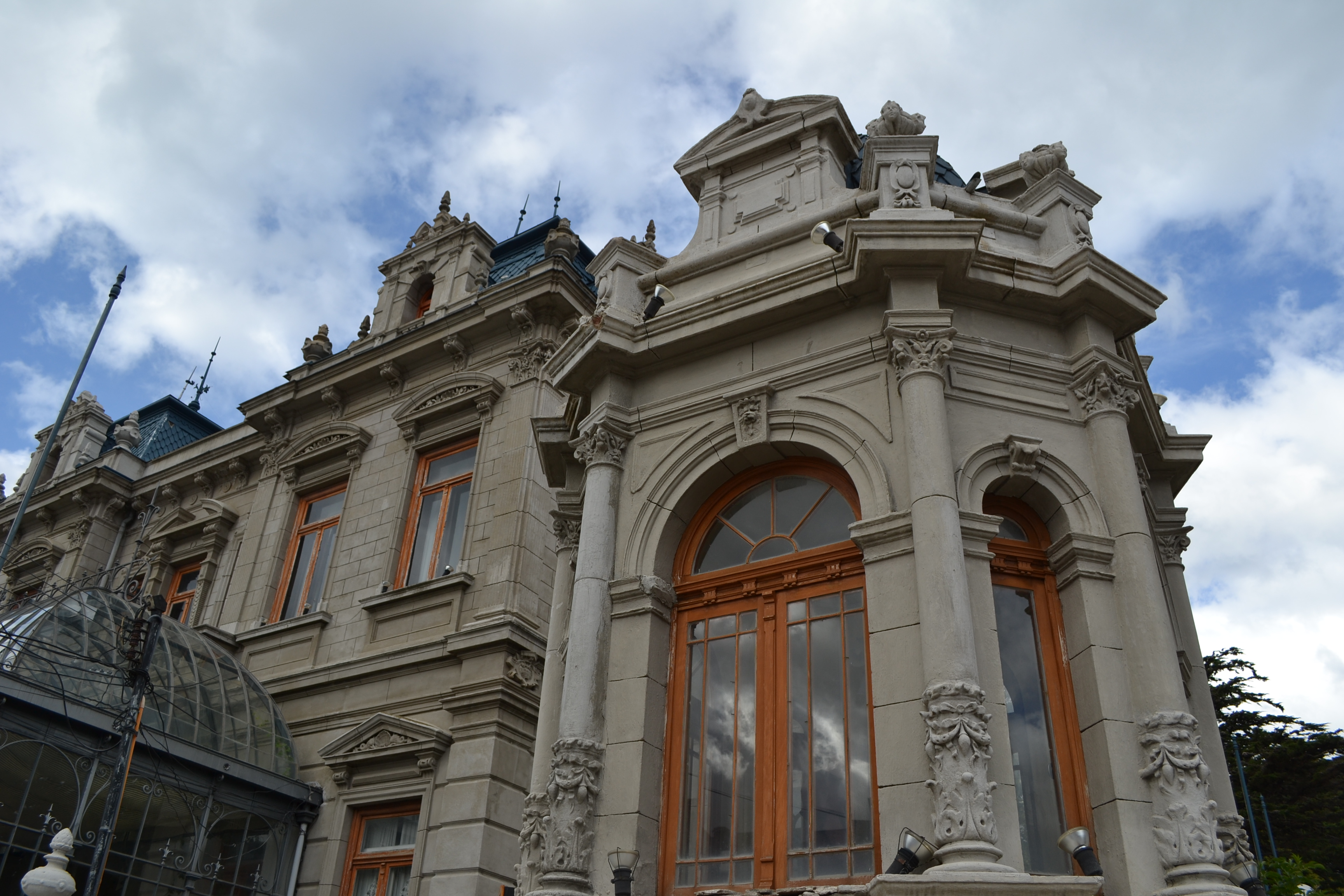
Détail Palais Braun
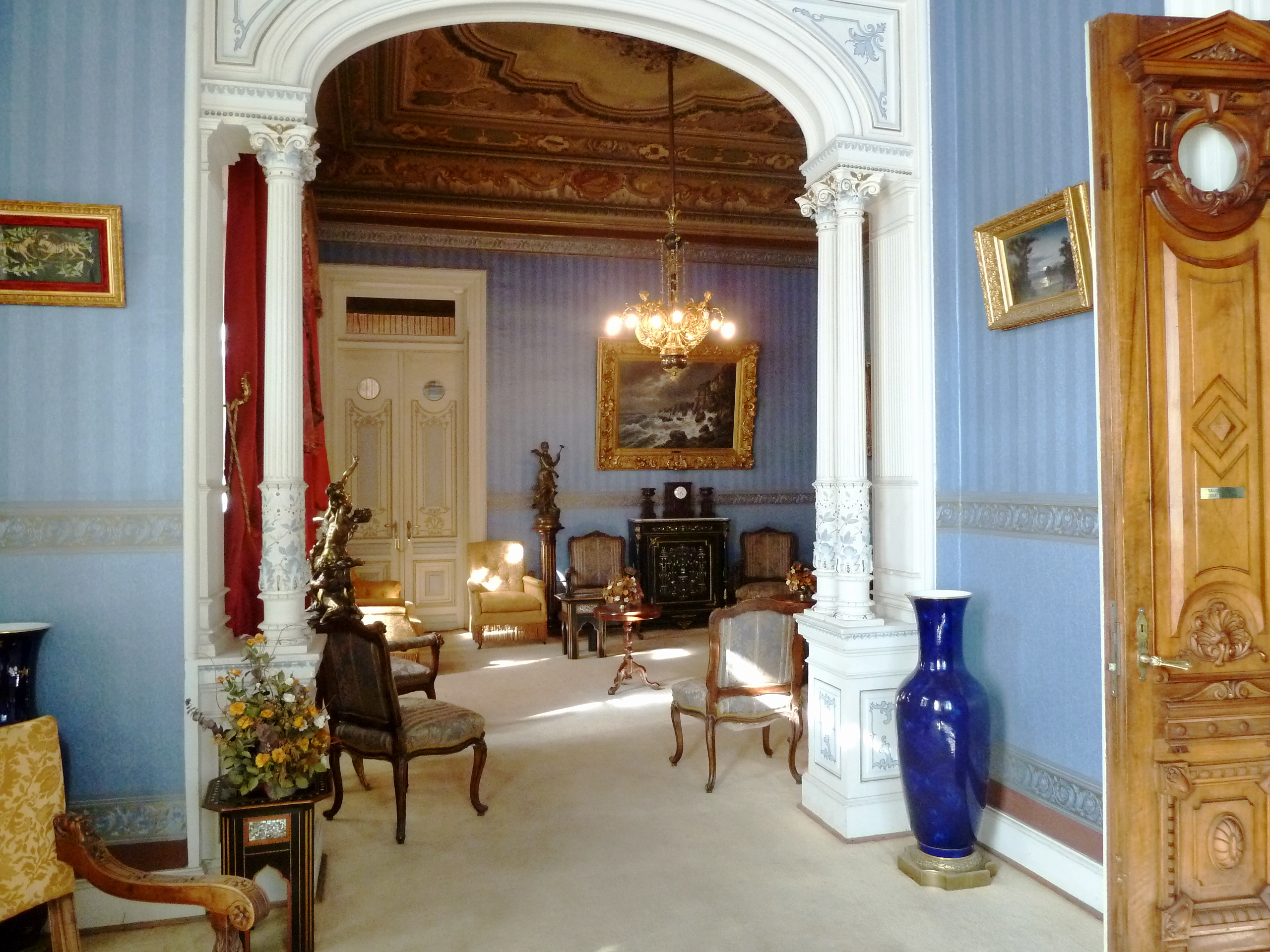
Palais Braun Hamburguer
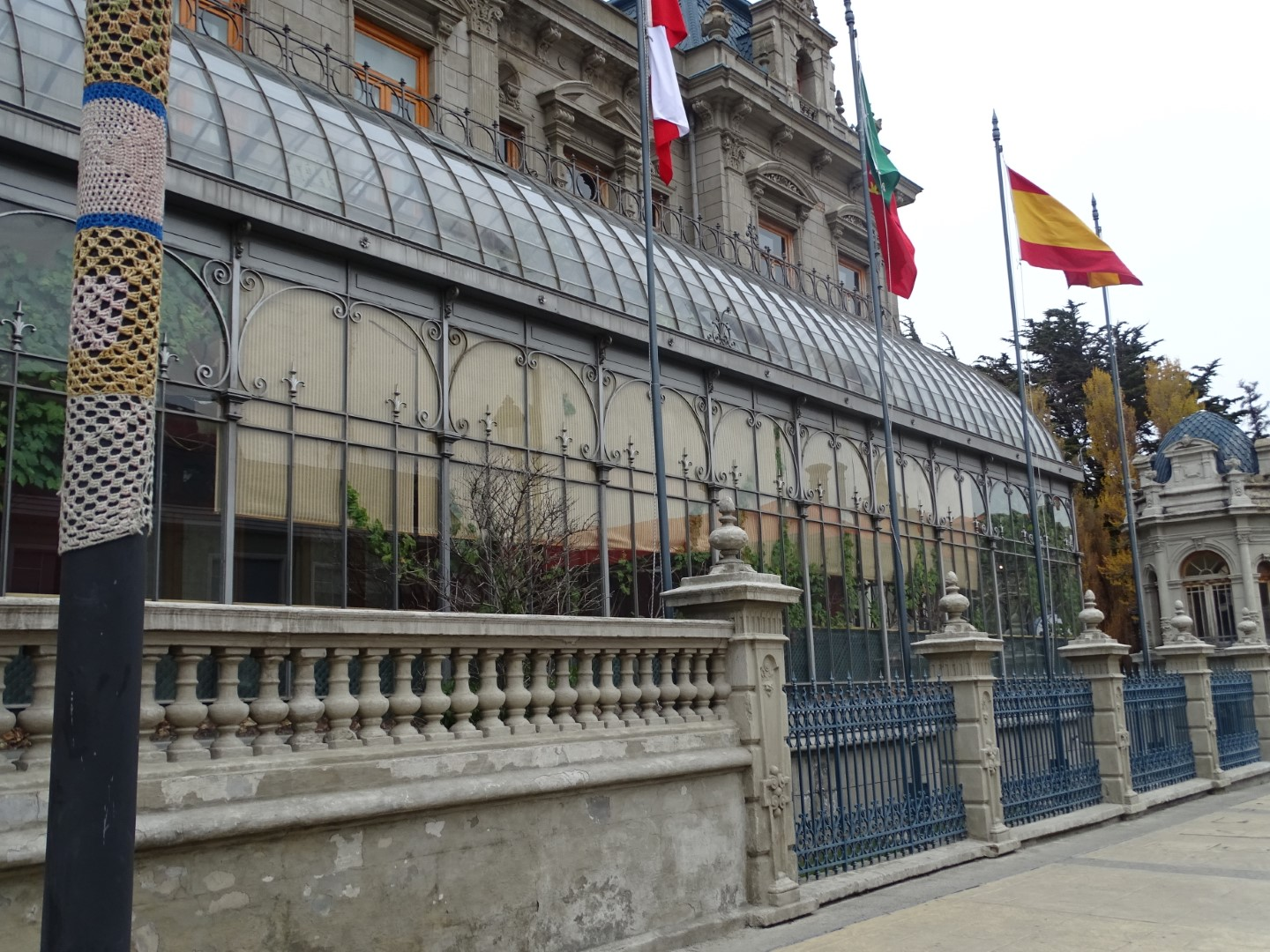
Palais Braun Hamburguer
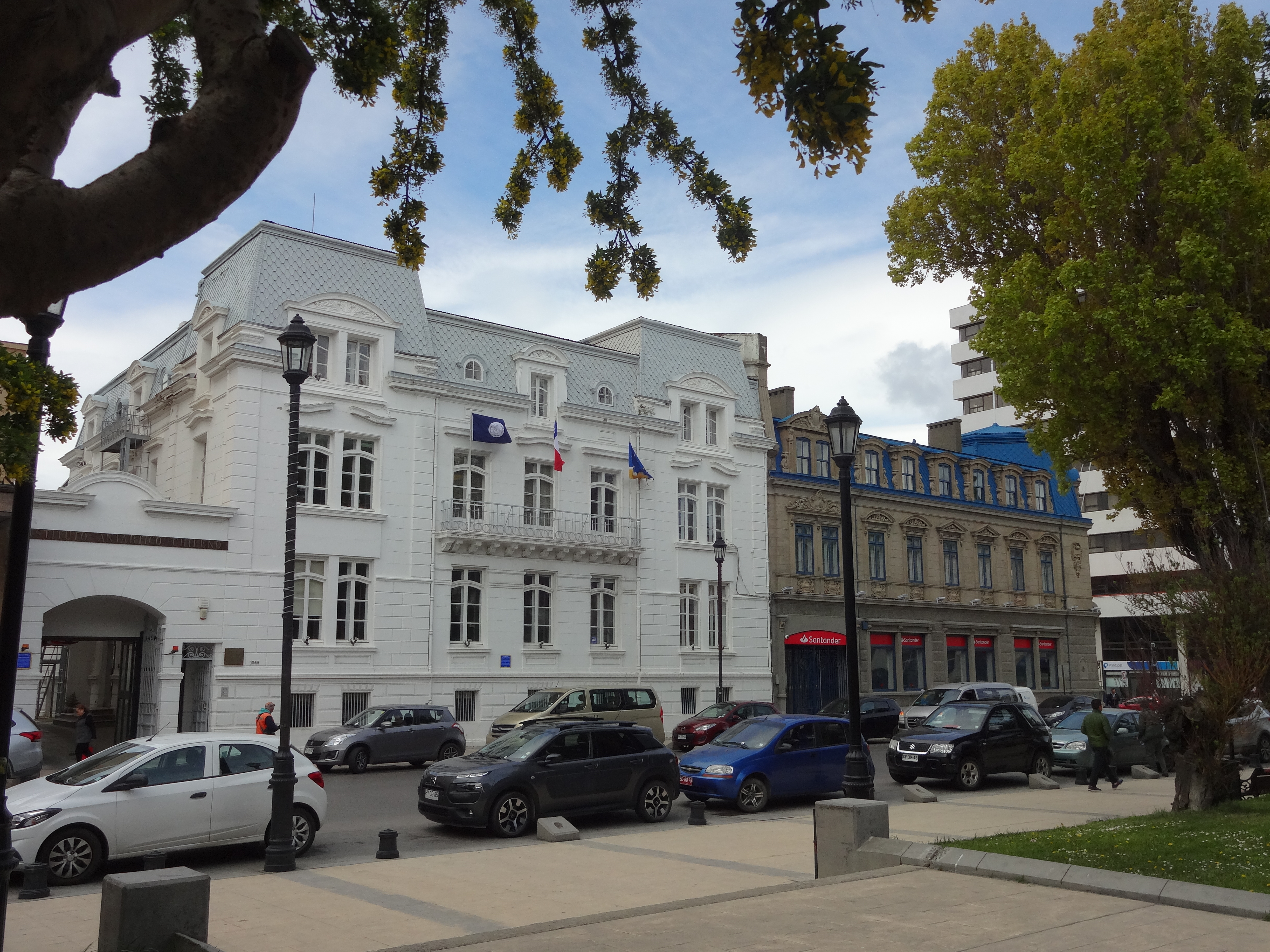
L'Institut Antarctique du Chili
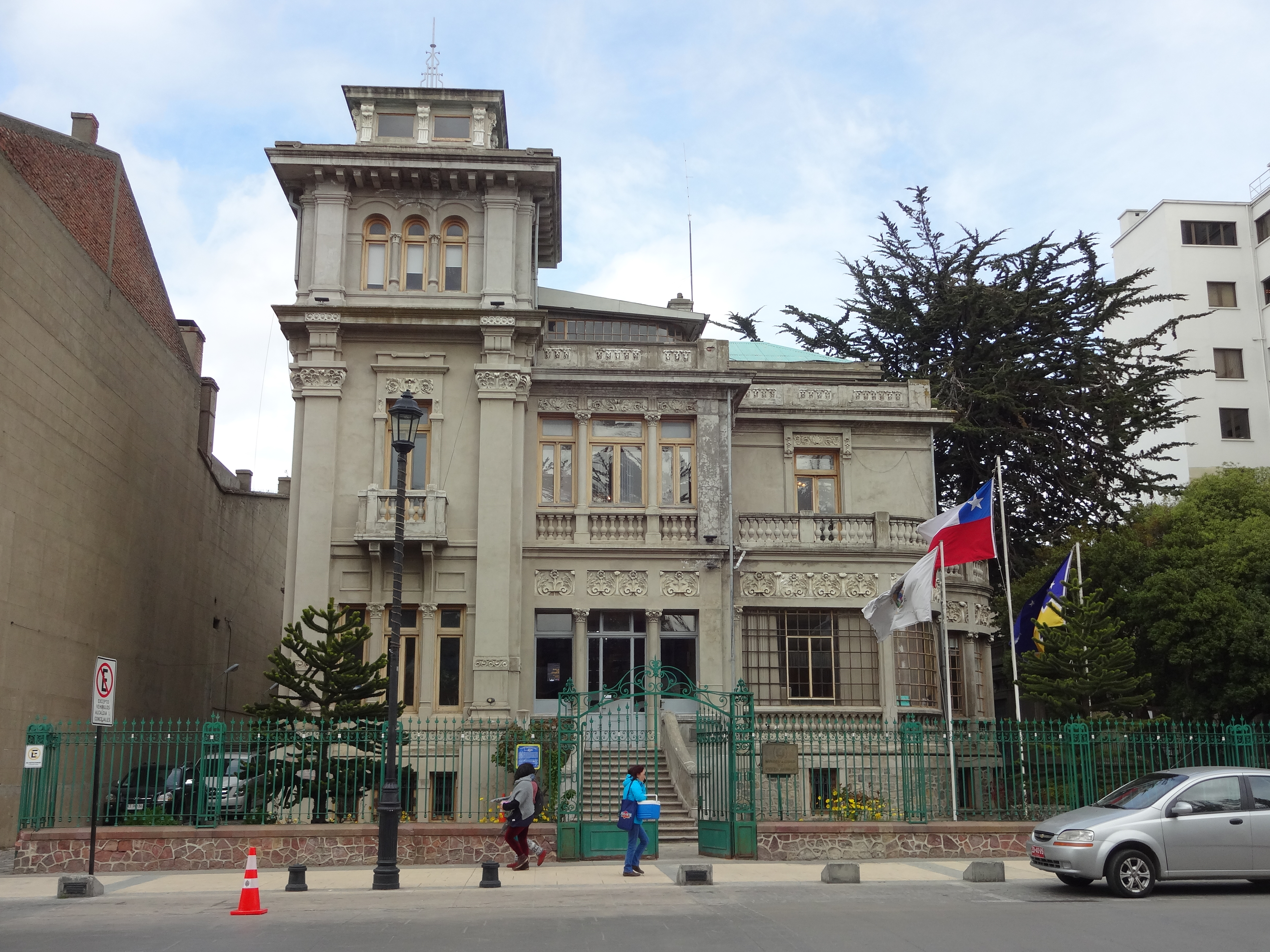
Mairie de Punta Arenas
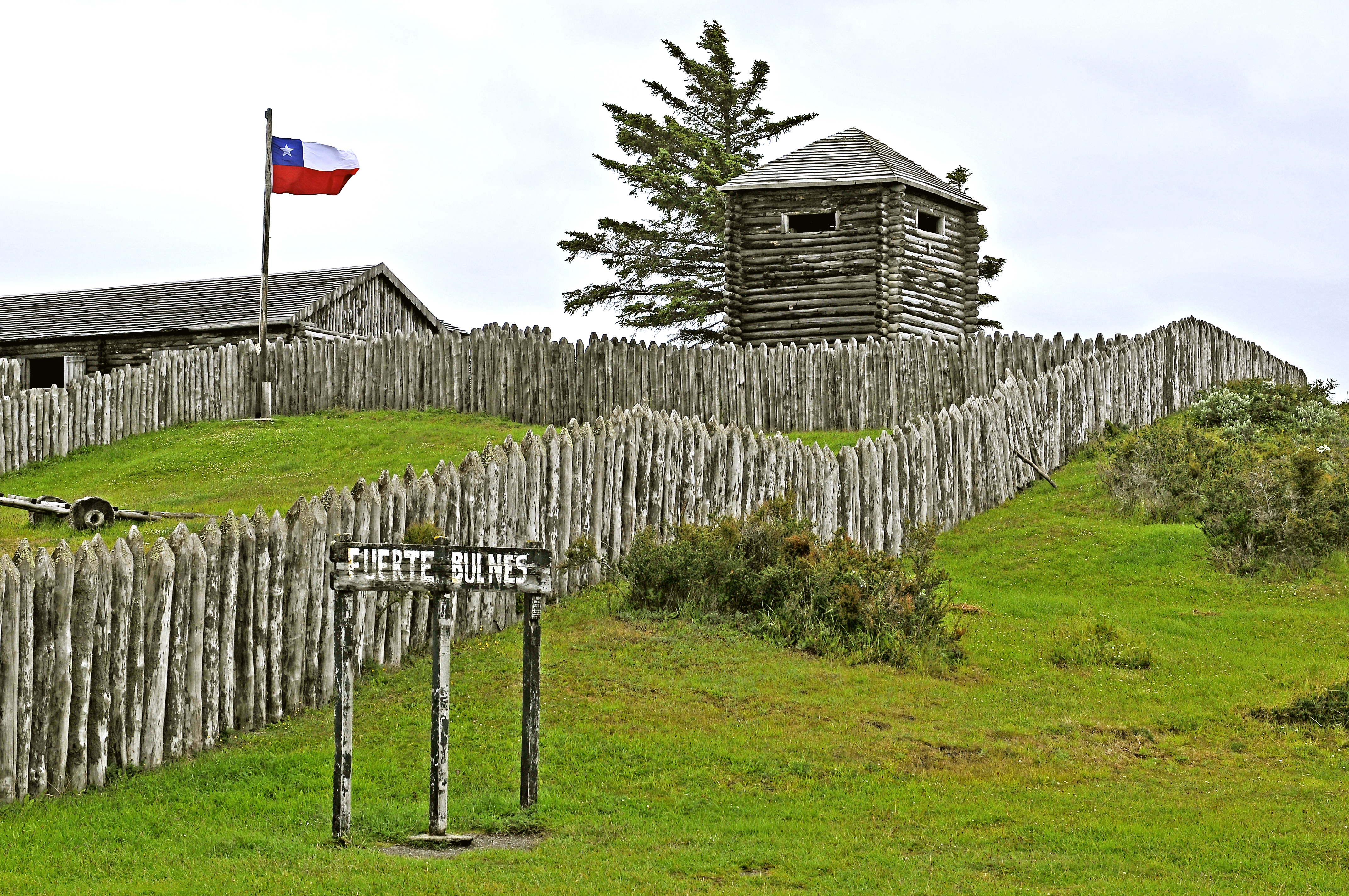
Fuerte Bulnes
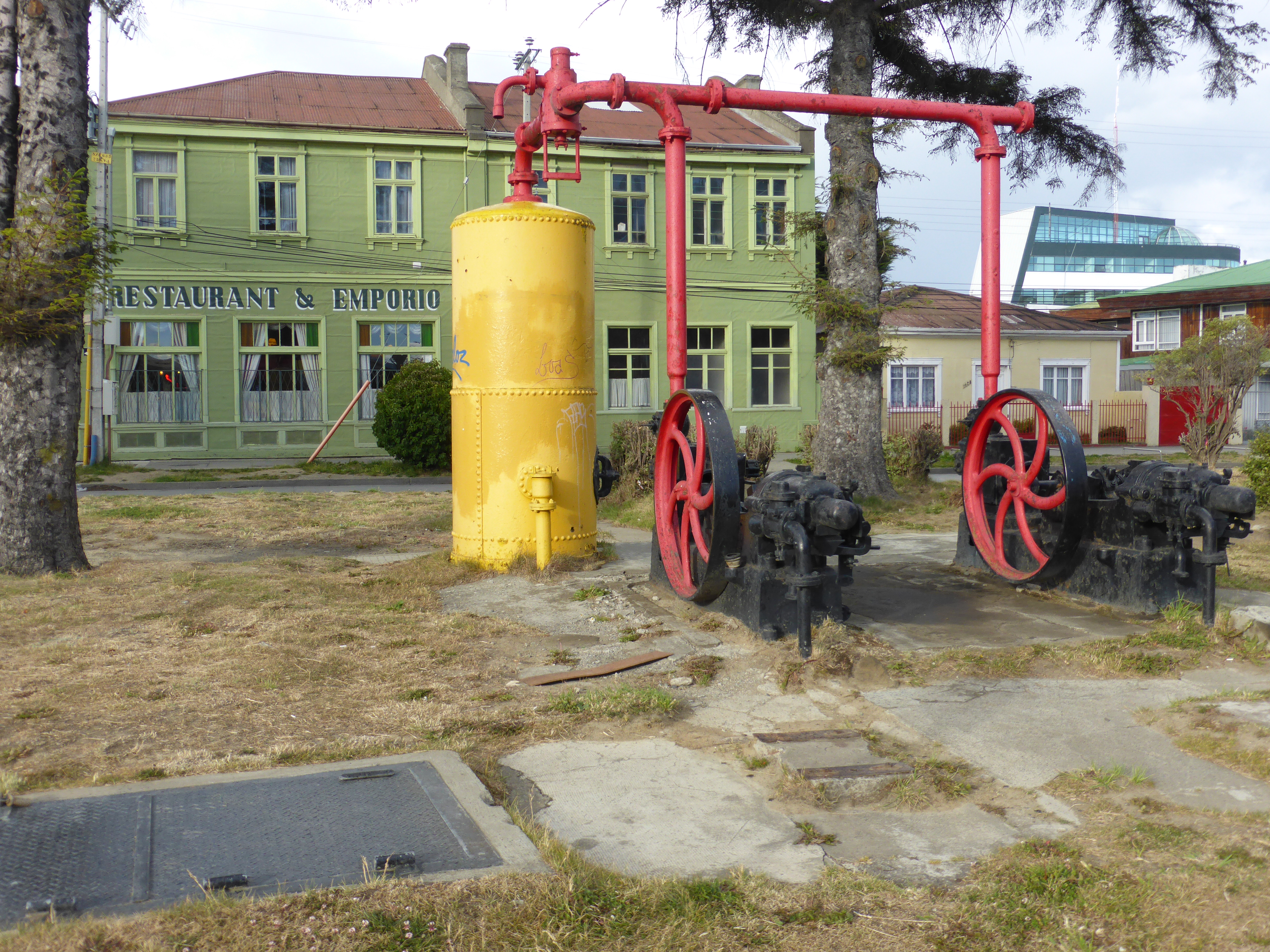
Avenue Cristobal Colón
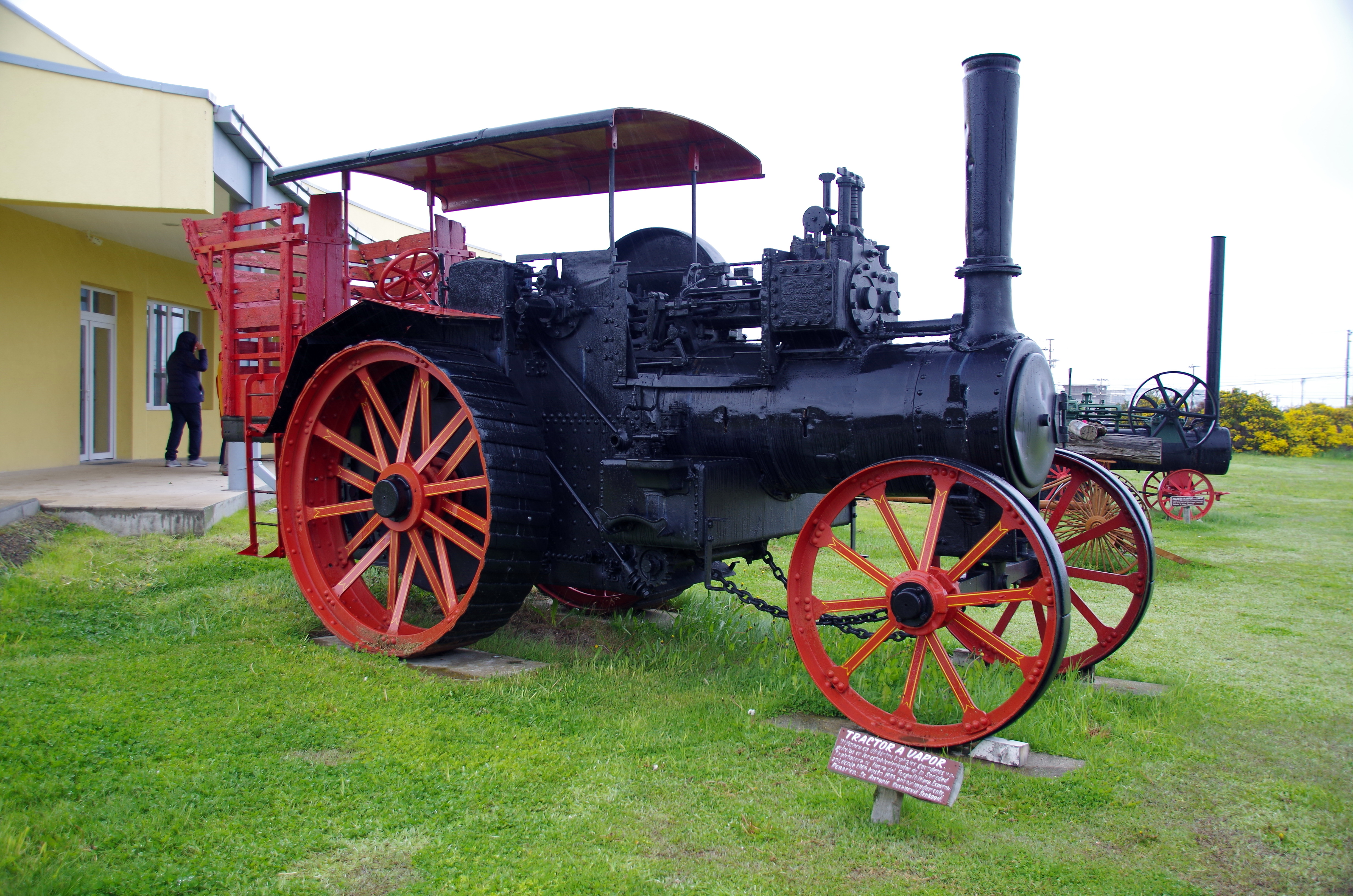
Museo del Recuerdo
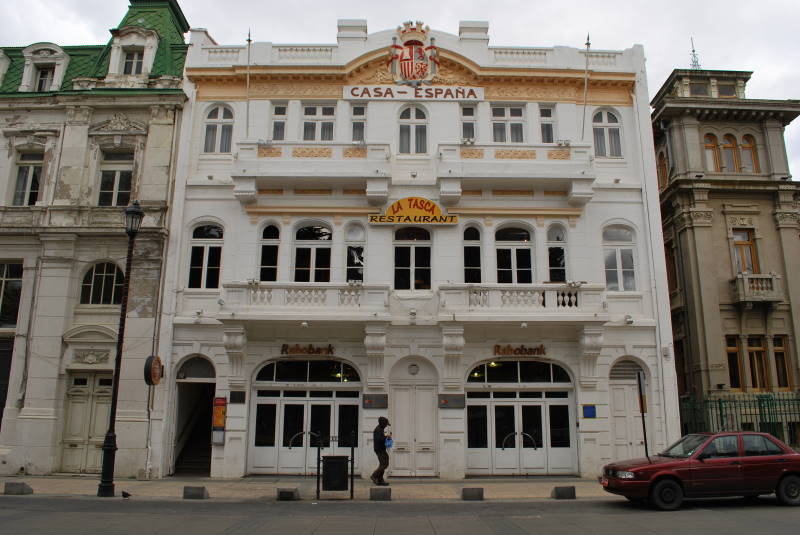
Casa España
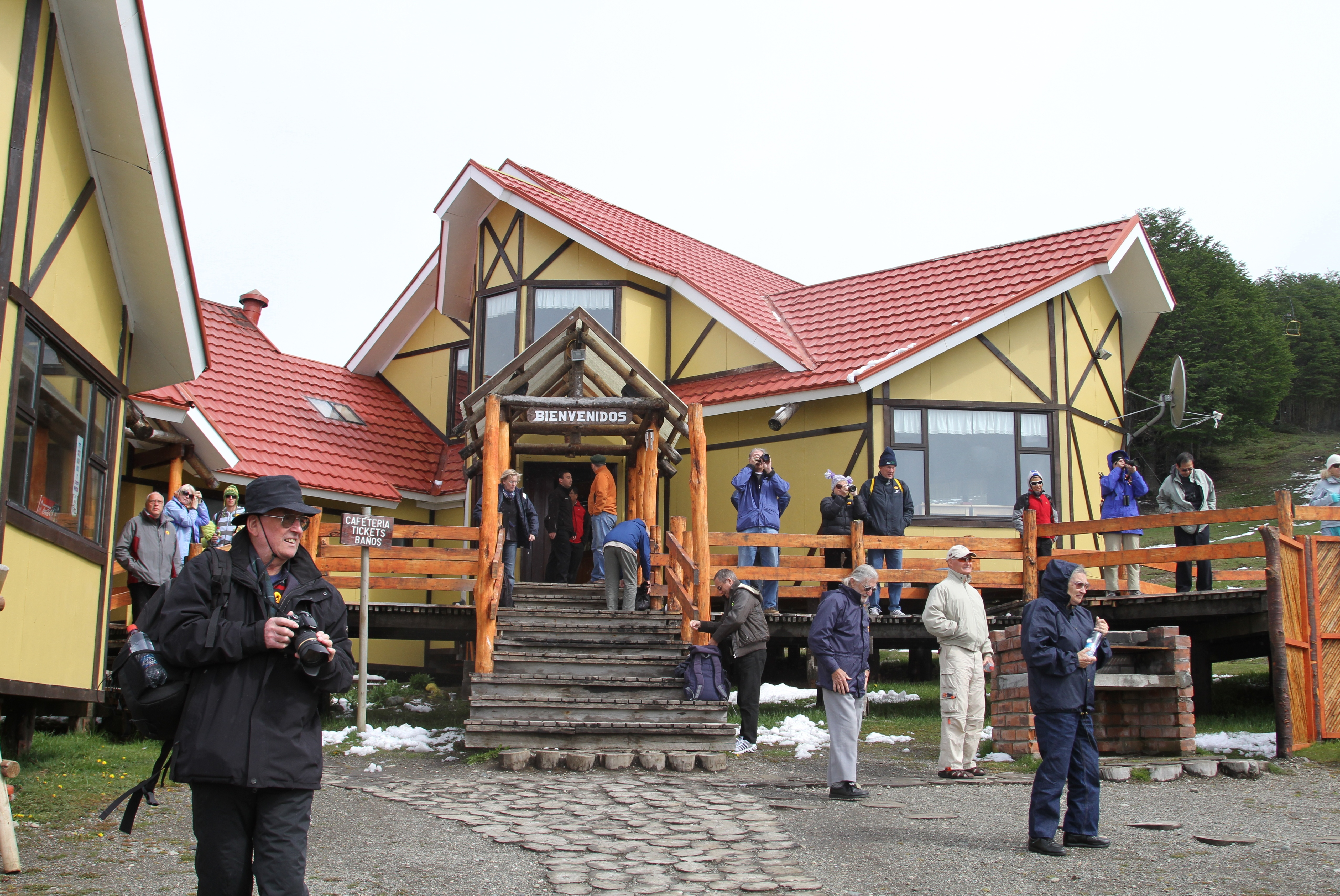
Restaurant, Cerro Mirador
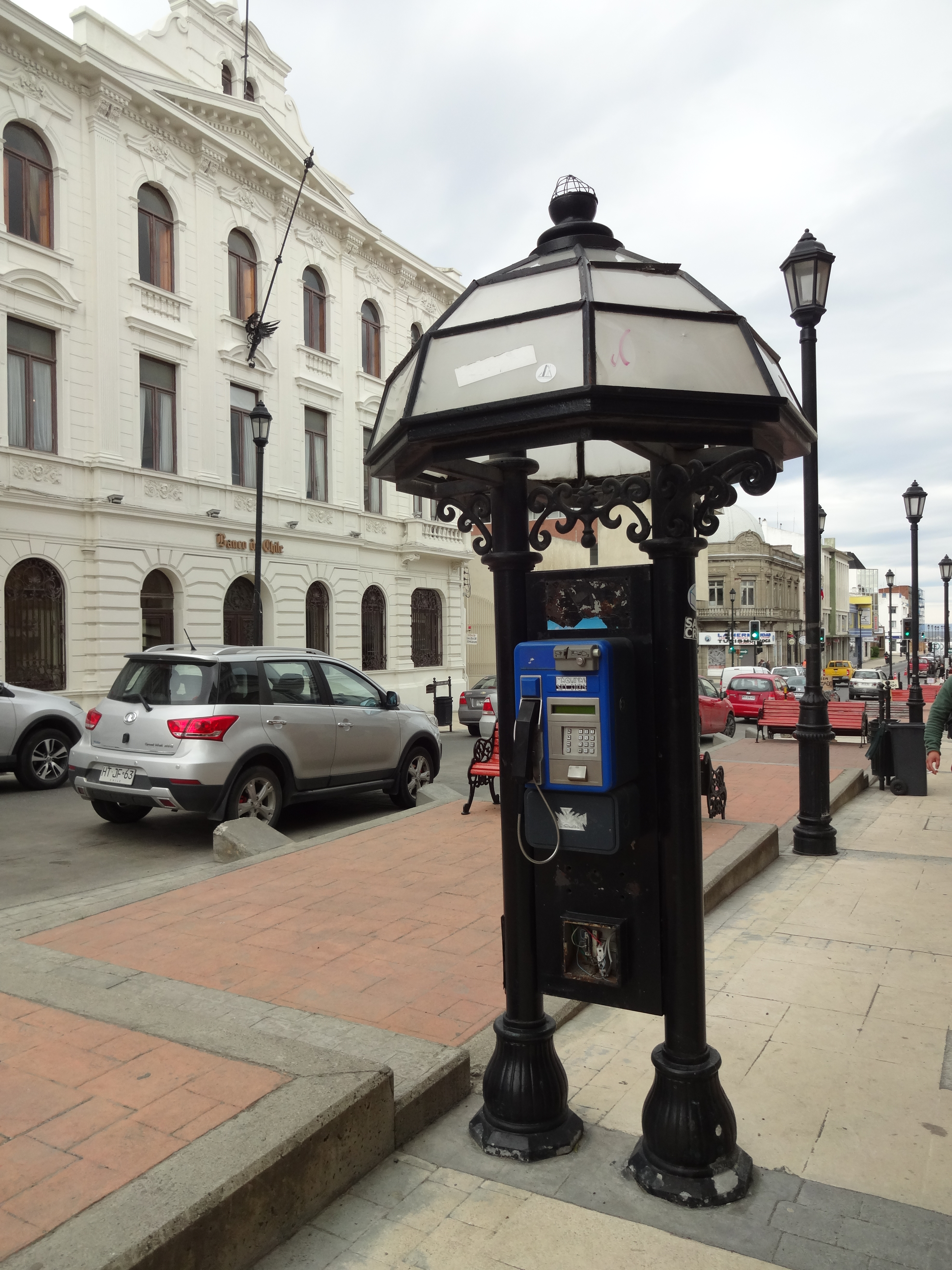
Cabine téléphonique
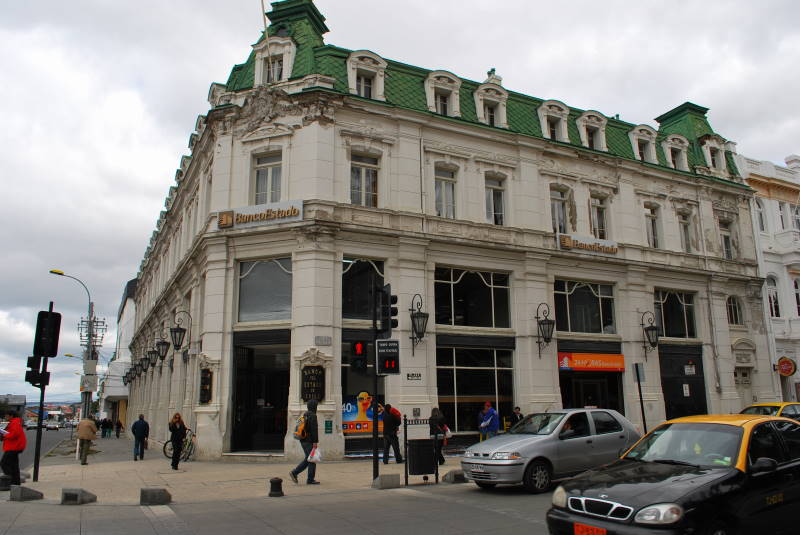
Banque Estado
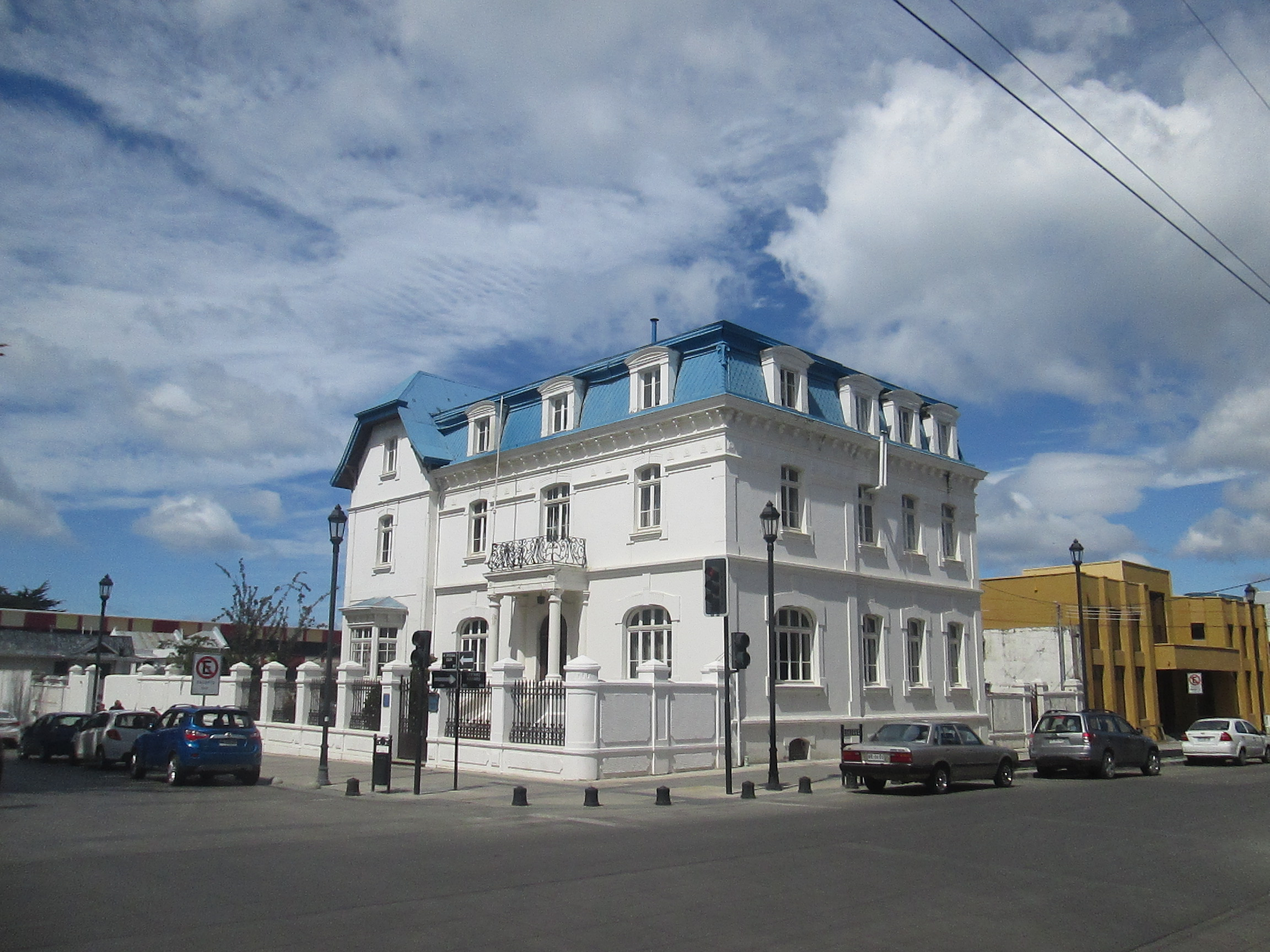
Palais Roux
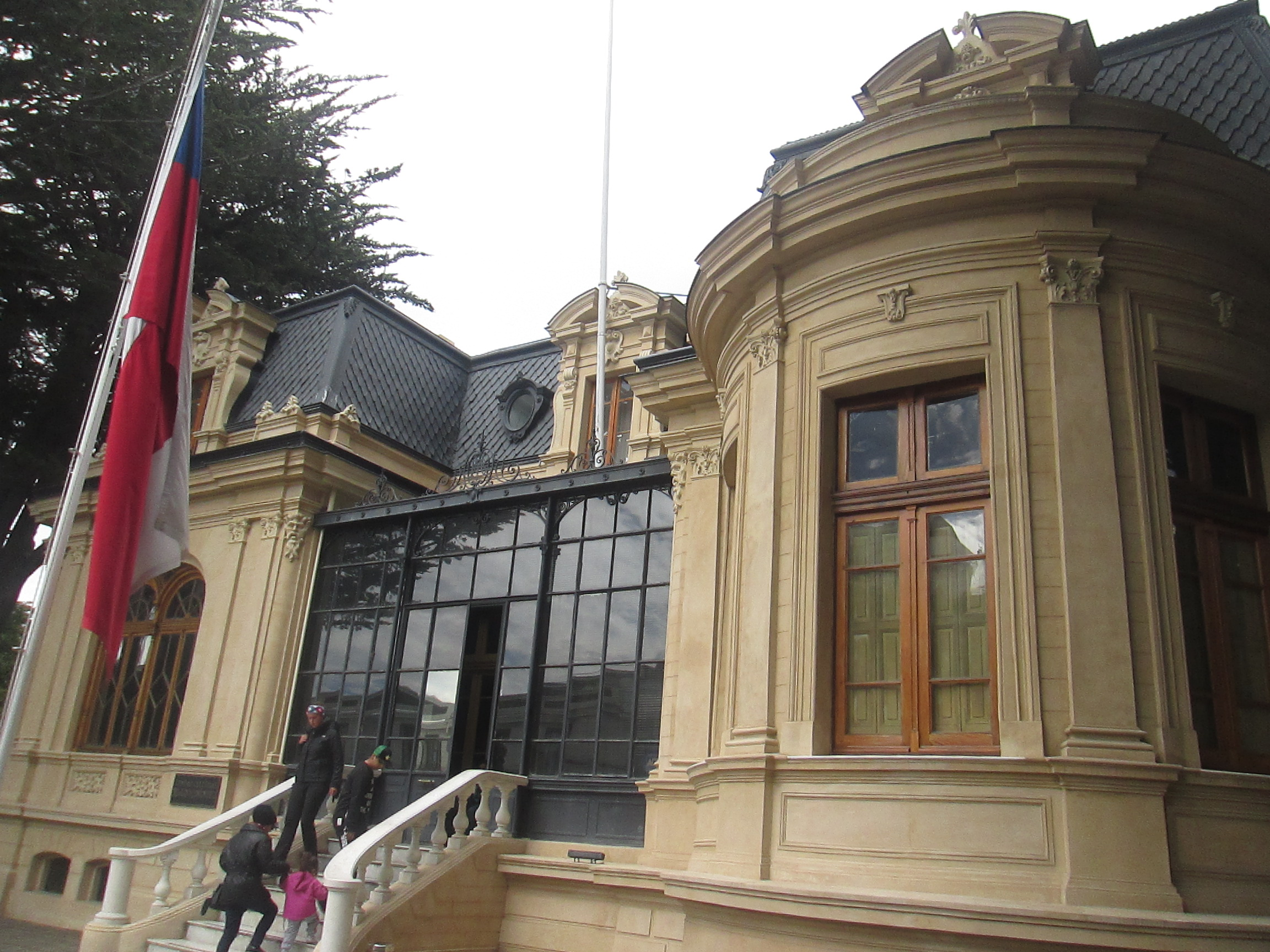
Palais Braun Menéndez
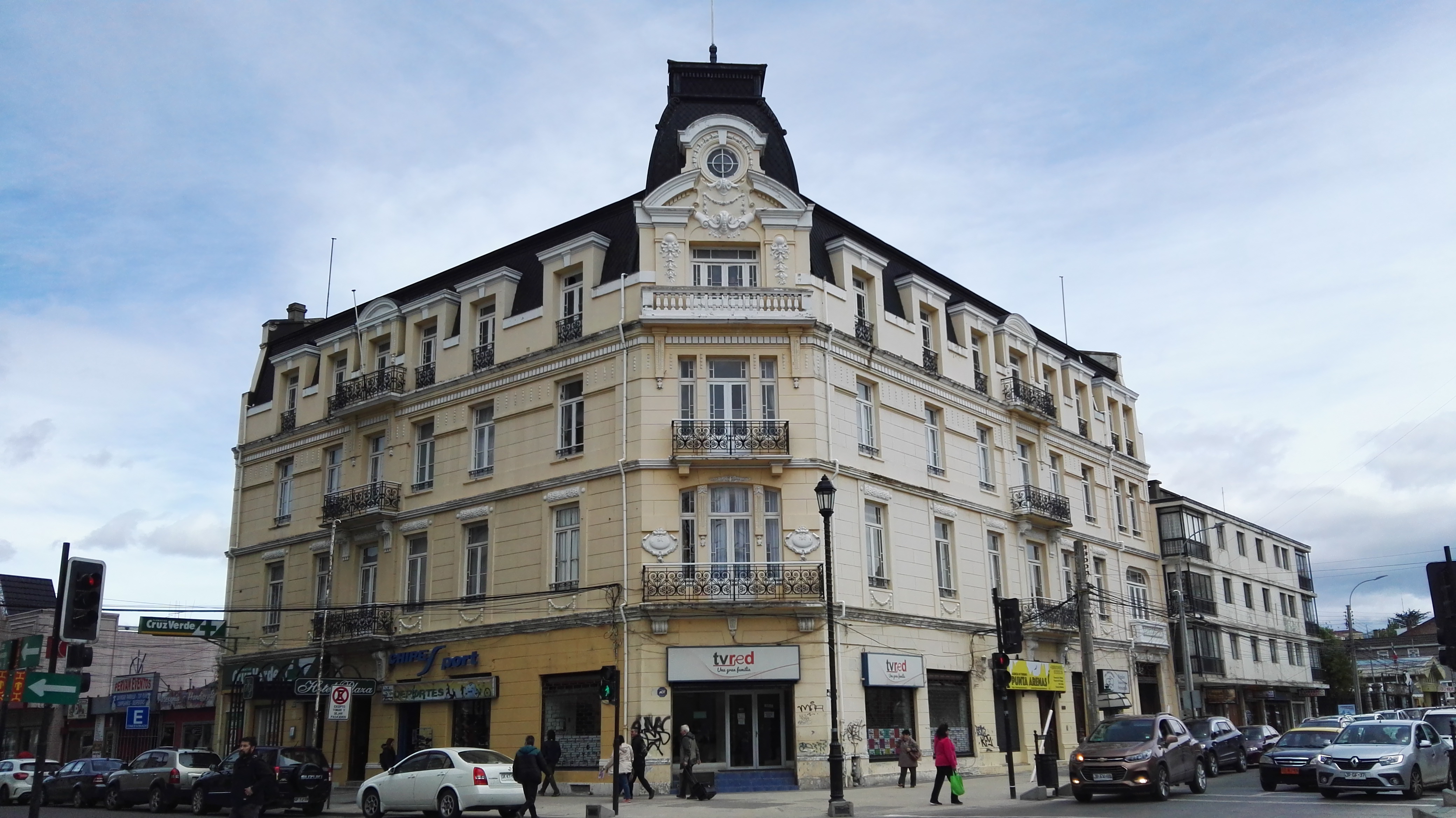
Hotel Plaza
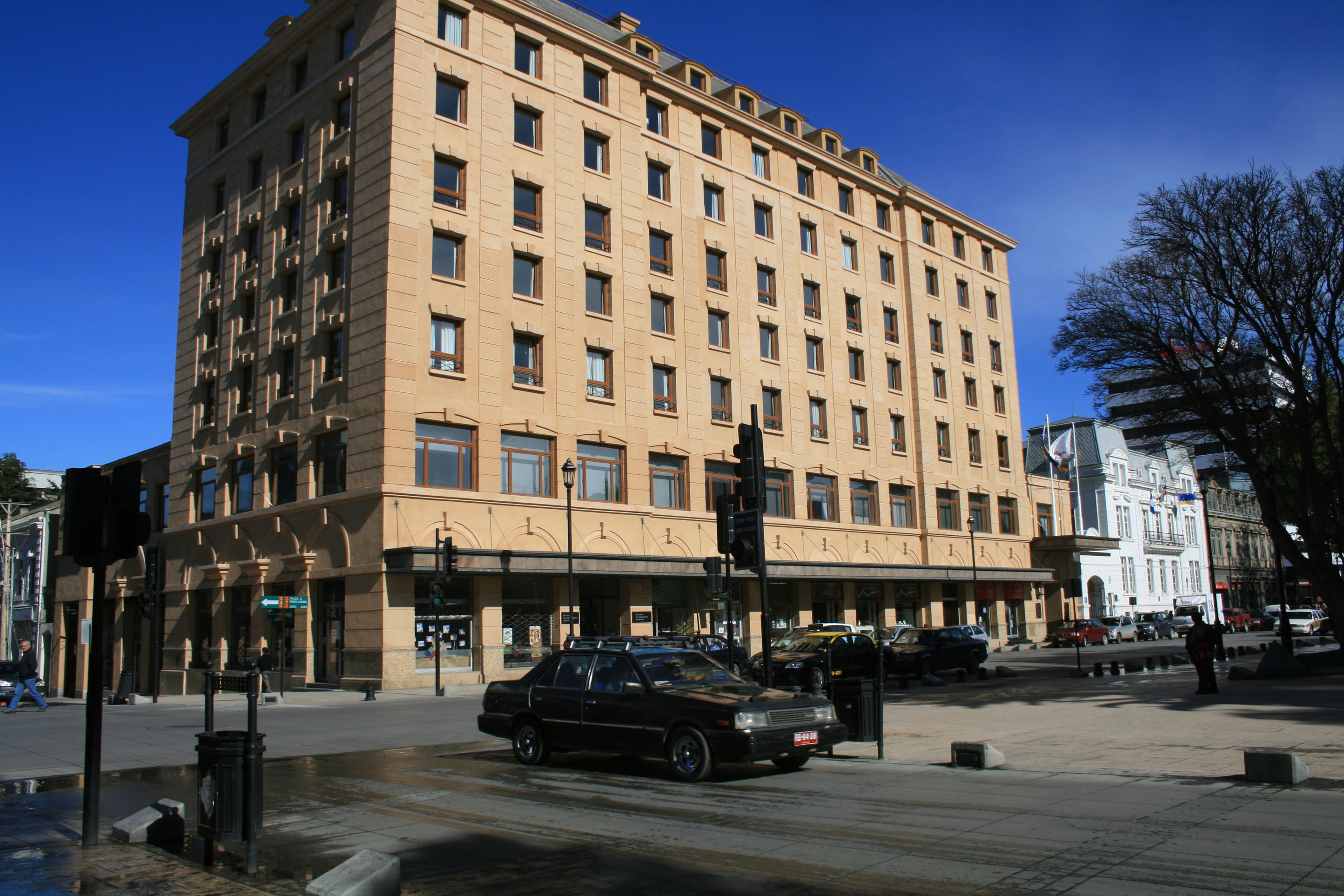
Hotel Cabo de Hornos
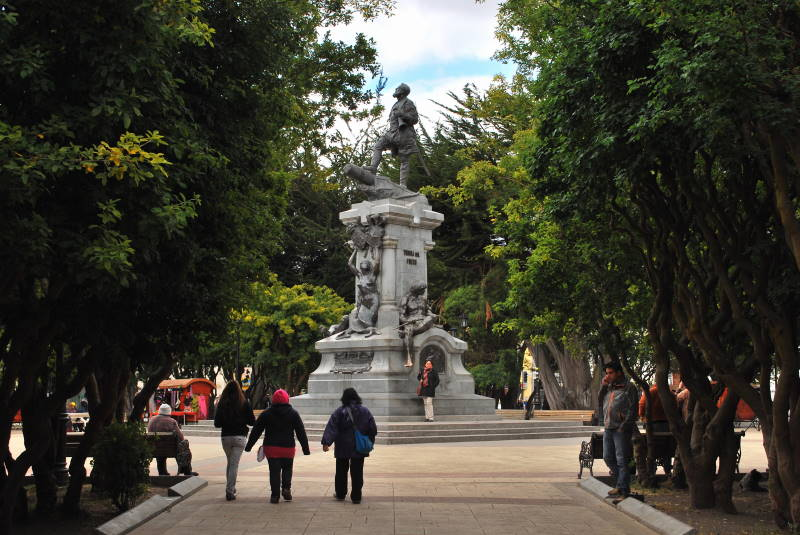
Statue de Fernand de Magellan
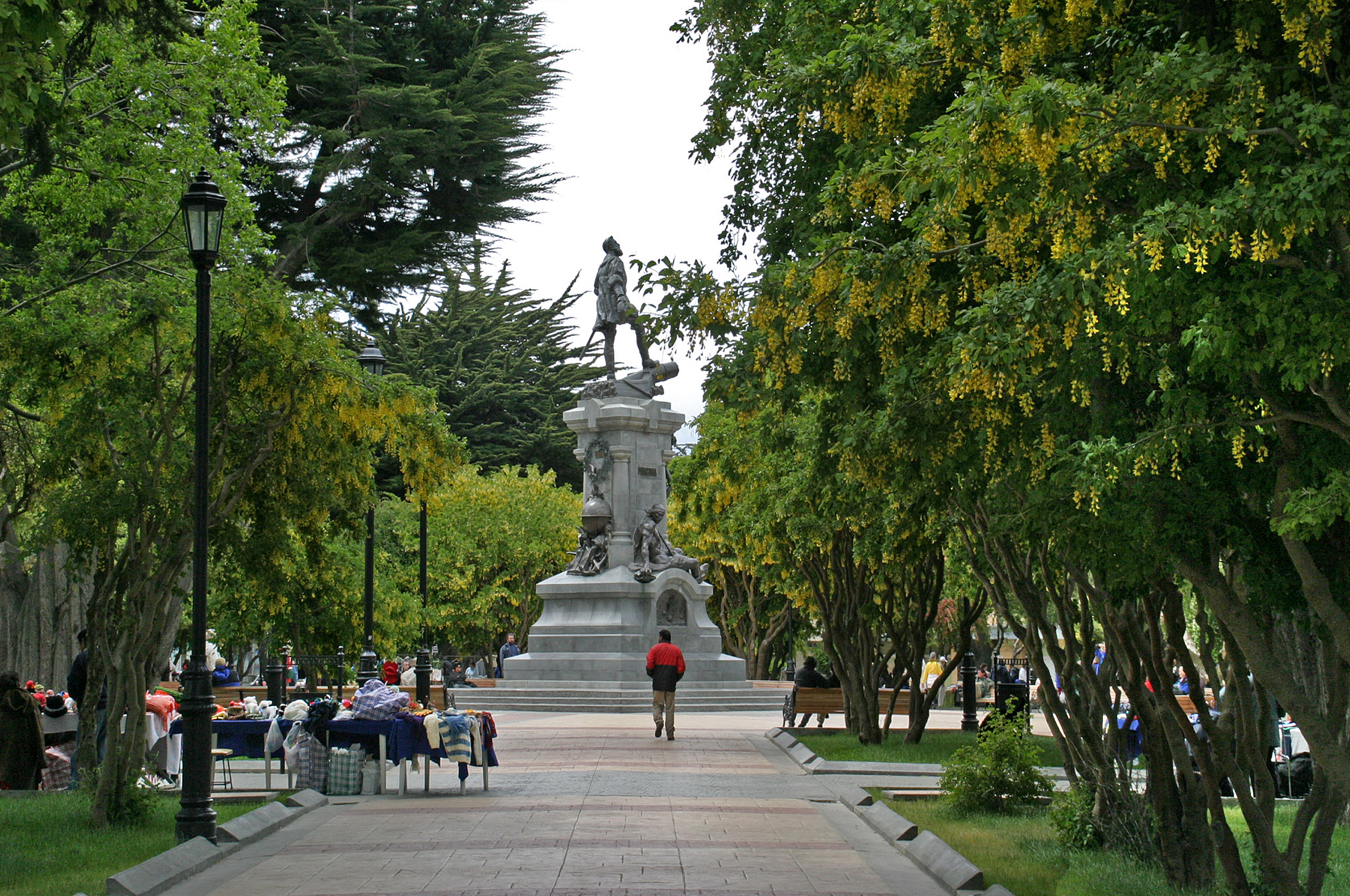
Place Muñoz Gamero
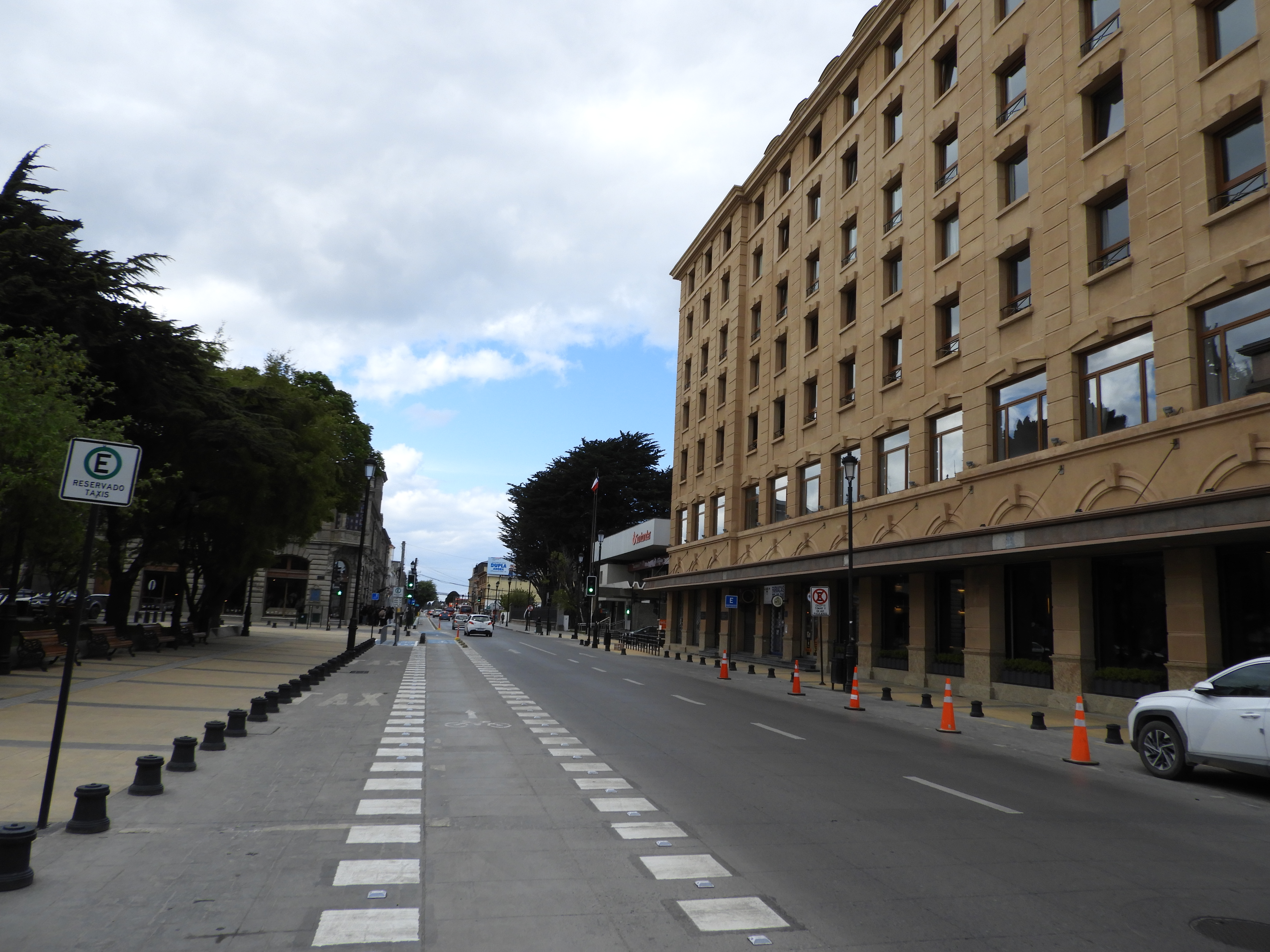
Rue 21 de Mayo